# Гораютин, Сергей Андреевич
Сергей Андреевич Гораютин (род. 25 марта 1985, Минск) — белорусский футбольный судья и бывший футболист.

## Биография

### Игровая карьера
В 2003 и 2004 годах Гораютин выступал за молодёжный состав клуба высшей лиги «Дарида», но за основную команду так и не сыграл. После ухода из команды два года ходил на просмотры в различные клубы, однако подписать контракт ему не удавалось. В 2007 году он стал игроком клуба второй лиги «Берёза», за который сыграл 3 матча. В начале 2008 года подписал контракт с клубом «Полоцк», в составе которого провёл 10 матчей в первой лиге, а во второй части сезона вернулся во вторую лигу, в команду «БГАТУ-Нива». Последним клубом в игровой карьере Гораютина стала дзержинская «Ливадия» из второй лиги, за которую он выступал с перерывом в 2010 и 2012 годах.

### Судейская карьера
Вскоре после ухода из профессионального футбола Гораютин начал судейскую карьеру. С 2017 года обслуживает матчи высшей лиги. Дебютировал в высшей лиге 15 апреля в матче 3-го тура «Неман» — «Слуцк» (2:1), в котором показал одну жёлтую карточку.